# Stołąż
Stołąż [ˈstɔwɔ̃ʂ] (tiếng Đức: Stölitz) là một ngôi làng thuộc khu hành chính của Gmina Brojce, thuộc quận Gryfice, West Pomeranian Voivodeship, ở phía tây bắc Ba Lan. Nó nằm khoảng 3 kilômét (2 mi) phía nam Brojce, 11 km (7 mi) ở phía đông Gryfice và 77 km (48 mi) về phía đông bắc của thủ đô khu vực Szczecin.
Trước năm 1945, khu vực này là một phần của Đức. Sau Thế chiến II, người dân bản địa Đức bị trục xuất và thay thế bằng người Ba Lan. Đối với lịch sử của khu vực, xem Lịch sử của Pomerania.
Ngôi làng có dân số 139 người.